# Agrostophyllum elatum
Agrostophyllum elatum är en orkidéart som beskrevs av Rudolf Schlechter. Agrostophyllum elatum ingår i släktet Agrostophyllum och familjen orkidéer. Inga underarter finns listade i Catalogue of Life.